# The Medieval Mediterranean
El Mediterráneo medieval (The medieval Mediterranean) es una serie de libros revisada por pares de historia medieval publicada por la editorial holandesa Brill que aborda en profundidad el tema del mar Mediterráneo y su zona tras la caída de Roma. La jefa de redacción es Frances Andrews, profesora de Historia medieval de la Universidad de Saint Andrews. La serie publica aproximadamente tres libros cada año y había publicado 107 volúmenes en noviembre de 2016.